# Louis Langrée
Louis Langrée, född 11 januari 1961 i Mulhouse, är en fransk dirigent. 